# Paolo Calia
Né en Italie, Paolo Calia est un artiste multi-disciplines, tantôt peintre, photographe de mode ou décorateur. En France, il est surtout connu pour son rôle de juré dans l'émission Ma maison est la plus originale de France diffusé sur M6.

## Biographie
Dans les années 1970, il est l’élève de Federico Fellini. Il participe notamment à la conception des décors du film Le Casanova de Fellini. 
Installé en France depuis les années 1970, il est l’un des metteurs en scène de soirées les plus vues de la capitale ; il refait notamment la décoration de plusieurs boites de nuit parisiennes dont le célèbre Palace. Dans les années 1980, il conçoit des pochettes de disques pour le groupe Indochine (l'album 3) et la chanteuse Sapho. Il vit aujourd’hui dans les anciens frigos de Paris, où il a créé un lieu baroque à l'intérieur duquel il peut laisser libre cours à sa créativité - on voit d'ailleurs ce lieu en 1995 dans un numéro de l'émission Paris Dernière, présentée par Thierry Ardisson
En 2011, il rejoint le jury de l'émission de M6 Ma maison est la plus originale de France avec Mac Lesggy, Stéphane Plaza et Aurélie Hémar, le but de l'émission étant d'élire la maison la plus originale de l'hexagone. Paolo Calia sert de caution artistique du programme, où il défend en premier lieu les maisons qui sortent de l'ordinaire. Début 2013, il participe à la seconde saison de l'émission.
En 2012, il apparaît dans le clip de Tara McDonald Give Me More.
En 2021, il est membre du jury de Domino Challenge sur M6.